# 妥罗武趾虎属
妥罗武趾虎属（学名：Toropuku），也称作纹虎属，是澳洲蜥虎科的一属。

## 下属物种
本属包括以下物种：
- Toropuku inexpectatus Hitchmough, Nielsen & Bauer, 2020
- Toropuku stephensi (Robb, 1980)